# Automeris erubescens
Automeris erubescens är en fjärilsart som beskrevs av Conte. Automeris erubescens ingår i släktet Automeris och familjen påfågelsspinnare. Inga underarter finns listade i Catalogue of Life.